# Epigynopteryx piperata
Epigynopteryx piperata là một loài bướm đêm trong họ Geometridae.